# Thắt lưng buộc bụng
Thắt lưng buộc bụng, hay còn gọi là tình trạng khắc khổ, là tập hợp các chính sách kinh tế chính trị với mục đích giảm bớt tình trạng thâm hụt ngân sách nhà nước (hay chính phủ) thông qua việc cắt giảm chi tiêu, tăng thuế, hoặc là kết hợp cả hai biện pháp này. Có ba dạng biện pháp thắt lưng buộc bụng chủ yếu là: áp đặt thuế cao hơn cho việc chi tiêu ngân sách, tăng thuế trong khi cắt giảm chi tiêu, cũng như đặt thuế thấp hơn và chi tiêu nhà nước thấp hơn. Các biện pháp thắt lưng buộc bụng thường do chính phủ các nước áp dụng đến mức cảm thấy khó khăn trong việc vay mượn hoặc đáp ứng các nghĩa vụ đang hiện hữu để hoàn lại các khoản nợ. Các biện pháp này có nghĩa là làm giảm sự thâm hụt ngân sách bằng cách đưa ngân khố quốc gia đến gần hơn với số chi tiêu. Các đề xuất về những biện pháp này chỉ ra rằng nó làm giảm bớt khoản vay cần có và còn có thể chứng minh kỷ luật công khố của chính phủ đối với các chủ nợ và các cơ quan xếp hạng tín dụng và hệ quả là giúp các khoản vay diễn ra dễ dàng và số lượng nhỏ hơn.